# Anton Perwein
Anton Perwein, avstrijski rokometaš, * 10. november 1911, † 14. december 1981.
Leta 1936 je na poletnih olimpijskih igrah v Berlinu v sestavi avstrijske rokometne reprezentance osvojil srebrno olimpijsko medaljo.